# Laureano Ortega
Laureano Ortega Murillo, né en 1982, est un homme politique nicaraguayen, fils de Daniel Ortega et de Rosario Murillo.

## Biographie
Conseiller présidentiel pour les Affaires économiques et internationales. Il est ainsi autorisé en 2024 à signer un accord commercial au nom du Nicaragua. Son rôle est apparenté à celui d'un ministre des Affaires étrangères, et est pressenti pour succéder à son père. Contrairement à celui-ci, à l'allure vestimentaire austère, il porte des costumes coûteux, des montres Rolex valant plus de 40 000 dollars. Durant ses années étudiantes, passées au Costa Rica, il conduisait une Porsche Carrera 911.
Il procède à des inaugurations, comme le parc de la Joie, et se donne une image de père populaire et aimant.
Grâce à la réforme constitutionnelle promulguée en janvier 2025, il est pressenti pour devenir vice-président du Nicaragua.